# Каменица (пиво)
Каменица (в написании латиницей : Kamenitza) — болгарская пивная торговая марка, принадлежащая холдингу Starbev, а также одноимённый пивоваренный завод, основанный в Пловдиве в 1881 году. Начиная с 1998 года — лидер болгарского рынка по объёмам проданного пива.
В рамках своей маркетинговой политики Каменица выступает спонсором различных спортивных и музыкальных событий, в частности, в течение долгого времени была официальным партнером национальной сборной Болгарии по футболу.

## История
История Каменицы началась в 1881 году, когда три швейцарских предпринимателя построили в Пловдиве пивоварню, которая получила название горы, существовавшей ранее в этой местности. Уже в 1890-х годах пиво местного производства принимало участие в международных выставках, в том числе в Брюсселе и Чикаго. Впоследствии пивоварня стала первым производителем темного пива в Болгарии.
В 1947 году предприятие было национализировано и входило в состав государственных холдинговых компаний по производству алкогольных напитков. С началом процессов разгосударствления в НРБ, пивоваренный завод был приватизирован. В 1995 пивоварню Каменица, а также ряд других пивоваренных предприятий страны приобрела крупная бельгийская корпорация InterBrew, которая впоследствии стала одним из соучредителей крупнейшего в мире международного производителя пива — корпорации Anheuser-Busch InBev. В декабре 2009 года пивные активы Anheuser-Busch InBev в странах центральной Европы, включая Болгарию, приобрел инвестиционный фонд CVC Capital Partners. На сегодня пивоварня Каменица контролируется созданной фондом корпорацией Starbev.

## Ассортимент пива
- Kamenitza Бира — светлое пиво с содержанием алкоголя 4,4 %;
- Kamenitza 0 % — безалкогольное светлое пиво с содержанием алкоголя до 0,3 %;
- Kamenitza Бяло — пшеничное «белое» пиво с содержанием алкоголя 5,0 %;
- Kamenitza Червено — полутёмное «красное» пиво с содержанием алкоголя 4,4 %;
- Kamenitza Extra — светлое пиво с содержанием алкоголя 5,0 %;
- Kamenitza Lev — светлое пиво с содержанием алкоголя 5,0 %;
- Kamenitza Тъмно — тёмное пиво с содержанием алкоголя 6,0 %;